# Плави воз
Плави воз је музејско-туристички воз „Железница Србије“ који је представљао специјалан воз луксузног типа коришћеног за потребе некадашњег председника СФР Југославије Јосипа Броза Тита, током његове владавине. Воз је чинио целину којом му је омогућен рад и боравак и све протоколарне обавезе током путовања како у земљи тако и у иностранству, а имао је посебну безбедносну заштиту дуж трасе пруге којом је саобраћао од стране армијских и милицијских снага. Ентеријер је урађен у стилу арт декоа и после више од пола века изглед је остао непромењен. Био је у употреби од 1946. до 1980. године. Последњи пут је саобраћао као специјалан воз 5. маја 1980. године приликом преноса Титовог ковчега из Љубљане у Београд. Од 2004. године овај воз је први пут отворен за ширу јавност, односно за домаће и стране туристе. Од тада плави воз има 30 до 40 тура годишње. Воз је могуће изнајмити, а ово углавном користе домаће и стране фирме.

## Историјат
Плави воз је до смрти Јосипа Броза Тита, 4. маја 1980. године, коришћен искључиво за превоз председника СФРЈ, високих државних и политичких личности и страних државника. Од првог поласка Плавог воза децембра 1946. године Тито је овим возом прешао више од 600.000 километара. Одлука о градњи садашњих вагона донета је 1956. године а воз су градили „ГОША“ из Смедеревске Паланке и фабрика вагона „Борис Кидрич“ из Марибора. Садашње име „Плави воз“ добио је управо према боји у коју је офарбан да би се разликовао од композиција тадашње ЈДЖ-а које су биле зелене боје. Плавим возом је путовало више од 60 светских државника а за путовање енглеске краљице Елизабете II по Југославији, октобра 1972. године, воз је посебно преуређен. Сматрао се најлуксузнијим возом ондашњег времена.

## Композиције вагона
Плави воз поседује свечани салон са трпезаријом, троје салонских кола са апартманима, кухињу, ресторан и посебна затворена пртљажна кола за превоз аутомобила. Укупно располаже са 92 места а пун капацитет спаваћих кола је 90 лежајева. Унутрашњост воза је урађена углавном у дрвету. Коришћени су махагони, крушка и орах а салони и ходници су декорисани интарзијама.

### Кола ресторан (серија, 88-69)
Ова кола чине трпезарија са 28 места, салон са 8 места, бар и кухиња. Максимална брзина саобраћања је 140 . Режим размене "". Могу саобраћати само у гарнитури Плавог воза. Кола поседују озвучење (унутрашње које је двоканално и спољно) и телефонске инсталације. Грејање кола је парно.

### Салон апартмани (серија, 89-69)
Прва кола су била салон - апартман Јосипа Броза. Климатизована су, а чине их два апартмана са по једним лежајем, радни кабинет, купатило, салонски део са две фотеље и гардеробни одељак. Друга кола поседују: два луксузна и четири дубл лежаја, радни кабинет, купатило, салон за осам особа и чајну кухињу. Климатизована су.
Максимална брзина ових кола је 140 . Режим размене "". Могу саобраћати само у гарнитури Плавог воза. Кола поседују озвучење (унутрашње које је двоканално и спољно) и телефонске инсталације. Грејање кола је парно.

### Свечани салон - трпезарија (серија, 89-69)
Ова салонска кола су климатизована. Свечана сала је капацитета 28 места, док салонски део располаже са 10 фотељских места. Кола су опремљена двоканалним озвучењем и кинопројектором. Максимална брзина саобраћања кола износи 140 . Режим размене "". Могу саобраћати само у гарнитури Плавог воза. Кола, такође, поседују телефонске инсталације. Грејање кола је парно.

### Кола - кухиња (серија, 88-69)
Кола серије SK јесу кола - кухиња и морају да буду спрегнута са енергетским колима из састава Плавог воза. Капацитет припремања оброка је 300 оброка. Могу саобраћати само у гарнитури Плавог воза.
Напајање кола се врши електричном енергијом 3 х 300 волти, 50 Hz, а грејање паром. Кола су опремљена инсталацијама за телефон и озвучење (унутрашње које је двоканално и спољно). Максимална брзина саобраћања износи 140 . Режим размене „“.

### Кола за превоз аутомобила (серија, 98-30)
Кола серије MD су затворена једноспратна пртљажна кола за превоз аутомобила. Опремљена су уређајима за прање аутомобила у току путовања. Могу саобраћати у редовним возовима.
Капацитет MD кола износи 4 аутомобила. Највећа дозвољена висина возила која се могу товарити износи 1,75 метара. Кола поседују пролазни вод електрогрејања, сопствено HAGENUK грејање, два односно један помоћни лежај за пратиоца кола. Максимална брзина саобраћања износи 140 . Режим размене „“.

### Салонска кола (серија, 09-80)
Капацитет кола је 10 дубл лежаја и један сингл (6 кабина). Поседују салонски део, вакуум тоалет, купатило у главној кабини, кухињу. Кола су климатизована. Максимална брзина ових кола је 160 km/h. Режим размене "RIC". Тип кола "Z". Могу саобраћати у редовним возовима. Кола нису из састава Плавог воза. Поседују дизел-агрегат MERCEDES снаге 56 kW и вишесистемски уређај за грејање кола HAGENUK са могућношћу избора извора грејања: струја, нафта или пара.

## Локомотиве
- Парна локомотива - серије ЈЖ 11 произведена 1947. године у "МАВАГ" - у Будимпешти (Мађарска).

Прве дизелке које су вукле овај воз су биле дизел-хидрауличне локомотиве серије JЖ Д66 касније JЖ 761 (Krauss-Maffei D66 V200) произведене 1957. године у Минхену, СР Немачка. Дизел локомотиве су поред броја имале и називе те су се на њима су се налазиле карактеристичне табле са натписима значајнијих битака у окупираној Југославији током Другом светском рату. То су биле локомотиве: 
- 001 — Динара
- 002 — Козара
- 003 — Сутјеска

Четврта локомотива није испоручена и остала је у фабрици, где је касније преправљена у подсерију V300. Локомотиве су стигле у гаражу у Кошутњаку у мају 1957.
Године 1978, дизел-хидрауличне локомотиве серије ЈЖ 761 су за потребе плавог воза замениле четири нове дизел-електричне локомотиве серије ЈЖ 666 (EMD JT22CW) произвођача Џенерал Моторс ЕМД (General Motors Electro-Motive Division), САД. Имале су ознаке: 
- 001 — Динара
- 002 — Козара
- 003 — Сутјеска
- 004 — Неретва

Данас су сачуване све локомотиве које су вукле Плави воз. Све три парне локомотиве серије 11 су изложене као музејски експонати, и то 11-022 у Београду испред Главне железничке станице, 11-015 у Загребу, у музеју железнице и 11-023 у Љубљани, у  железничком музеју.
Дизел локомотиве серије 761 се налазе на колосецима железничке станице Топчидер у лошем стању, поред гараже Плавог воза, а серија 666 се и даље налази у експлоатацији Железница Србије, мада нису све четири локомотиве оперативне. Локомотива број 003 - Сутјеска је реконструисана у Секције за одржавање средстава Краљево и данас вози на прузи од Мале Крсне до Пожаревца, док остале три локомотиве чекају поправку.
|  |  |  |
|  |  |  |

## Дизел моторни воз
У саставу Плавог воза налазе се и самоходни моторни салон и приколица салон апартманског типа са климатизацијом, изграђена у Немачкој 1961. године а дограђена 1962. године у Марибору. Капацитет самоходног салона је шест кабина (12 дуплих лежајева), салон поседује кухињу, сопствени извор грејања и могућност електричног грејања из дизел агрегата. Воз поседује два дизел-мотора независна један од другог и развија брзину од 120 km/h.